# Ngũ cung (âm giai)

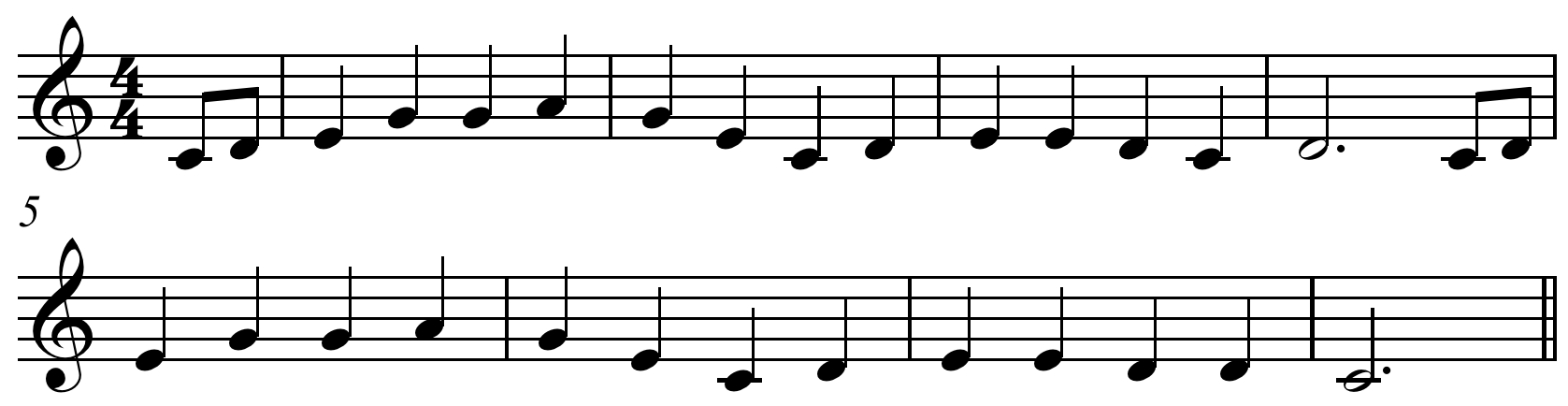
Hai khổ đầu giai điệu bài "Oh! Susanna" của Stephen Foster dựa trên âm giai ngũ cung trưởng.

Âm giai ngũ cung hay còn gọi là pentatonic là một âm giai với 5 nốt nhạc trong mỗi quãng tám khác với âm giai thất cung (heptatonic) gồm 7 nốt chẳng hạn như âm giai thứ và âm giai trưởng. Âm giai ngũ cung rất phổ biến và được tìm thấy trên khắp thế giới, ví dụ như trong dân ca của vùng Celtic, Hungary, nhạc Tây Phi, nhạc Phúc âm, dân ca Mỹ, nhạc Jazz, nhạc blues của Mỹ, nhạc rock, điệu nhạc Sami joik truyền thống, nhạc thiếu nhi, âm nhạc của Hy Lạp cổ đại và âm nhạc truyền thống Hy Lạp, nhạc của miền Nam Albania, dân ca của các dân tộc sống ở khu vực Trung Volga (như Mari, Chuvash và Tatars), âm thanh của đàn krar của xứ Ethiopia và dàn chiêng gamelan ở Indonesia, trống đồng Kulintang ở Philippine, nhạc của người Mỹ bản địa, âm điệu của nhạc Hàn Quốc, Malaysia, Nhật Bản, Trung Quốc, Ấn Độ và Việt Nam (bao gồm cả âm nhạc dân gian của các nước này), âm nhạc của vùng Andes, nhạc truyền thống của vùng Caribe, dân vùng cao nguyên Tatra ở Ba Lan, và trong nhạc của các nhà soạn nhạc cổ điển phương Tây ví dụ như nhà soạn nhạc người Pháp Claude Debussy. Âm giai ngũ cung cũng được sử dụng trên kèn túi của vùng Scotland.